# ダノンスコーピオン
ダノンスコーピオン（欧字名:Danon Scorpion 香:野田赤蠍、2019年2月22日 - ）は、日本の競走馬。主な勝ち鞍は2022年のNHKマイルカップ (GI)、アーリントンカップ (GIII)。
馬名の意味は、冠名＋サソリ。

## 戦績

### 2歳（2021年）
2021年6月20日、阪神競馬場第5Rの2歳新馬戦でデビュー。川田将雅を鞍上に1番人気で挑んだこのレースを、2着のルージュラテールをクビ差退け制した。
4ヶ月後の10月30日、2番人気でリステッド競走の萩ステークスに出走。レースでは先に抜け出した1番人気のキラーアビリティとの競り合いを制し、これにクビ差をつけ優勝した。この勢いのまま臨んだ朝日杯フューチュリティステークスでは松山弘平とのコンビで4番人気に支持され、結果3着と好走した。

### 3歳（2022年）
年が明け2022年は共同通信杯より始動。鞍上は再び川田に戻ったが、7着に敗れる。
続いて、アーリントンカップに1番人気で出走。レースでは、先に抜け出した7番人気タイセイディバインをゴール寸前で差し切り、これにクビ差をつけ優勝。重賞初制覇を果たした。鞍上の川田は「前回はバランスが良くなく競馬にならなかったのですが、今回は道中のバランスが良く、この馬としてはちゃんとした走りができていました。まだ課題はありますが、こうしてタイトルをひとつ取れましたし、この馬を褒めてあげたいと思います」と振り返った。
次走に、5月8日のNHKマイルカップを選択、単勝7.1倍で4番人気に推され出走した。レースでは大外8枠18番からスタートし、五分のスタートから中団に控えて4コーナーで大外に持ち出し進出を開始。残り200mを通過した辺りで抜け出し先頭に立ち、大外から末脚を見せ突っ込んでくるマテンロウオリオンをクビ差下し優勝。連勝でGIを制覇した。なおこのレースでは、2着マテンロウオリオンの後ろ、クビ差3着に最低人気のカワキタレブリーが入線し、3連単馬券の配当が153万2370円を付ける大波乱の決着となった。
秋初戦として10月22日に行われた富士ステークスに出走。中団につけて前を伺いながら直線に入り、間を縫うように上がり33.6Fの脚で追い込んだが、マッチレースとなったソウルラッシュに競り負けた上に、後ろから上がり33.2Fの豪脚で追い込んできたセリフォスにまとめて差し切られ、3着となった。
次走は予定していた通りマイルチャンピオンシップに出走した。4番人気に支持されるも、直線で前がつまり、11着と惨敗。自身初の2桁着順で、悔しい結果となった。レース後に鞍上の川田は「ここにきてまた改めて身体が成長しようとしていて、バランスが変わっているなと…もう一度、成長してからですね。」と振り返った。
次走は中3週で香港マイルに出走。鞍上は初コンビとなるウィリアム・ビュイックとなった。スタートで少々出遅れると、直線では全く見せ場のないまま突き放され、6着に敗退した。

## 競走成績
以下の内容は、JBISサーチ、netkeiba.comおよび香港ジョッキークラブの情報に基づく。
| 競走日     | 競馬場 | 競走名          | 格     | 距離（馬場）  | 頭 数 | 枠 番 | 馬 番 | オッズ （人気） | 着順 | タイム （上がり3F） | 着差  | 騎手          | 斤量 [kg] | 1着馬（2着馬）         | 馬体重 [kg] |
| ---------- | ------ | --------------- | ------ | ------------- | ----- | ----- | ----- | --------------- | ---- | ------------------- | ----- | ------------- | --------- | ---------------------- | ----------- |
| 2021.06.20 | 阪神   | 2歳新馬         |        | 芝1600m（稍） | 7     | 7     | 7     | 001.30（1人）   | 01着 | R1:38.7（34.0）     | -0.0  | 0川田将雅     | 54        | （ルージュラテール）   | 456         |
| 0000.10.30 | 阪神   | 萩S             | L      | 芝1800m（良） | 6     | 5     | 5     | 003.00（2人）   | 01着 | R1:48.5（33.5）     | -0.0  | 0川田将雅     | 55        | （キラーアビリティ）   | 462         |
| 0000.12.19 | 阪神   | 朝日杯FS        | GI     | 芝1600m（良） | 15    | 4     | 7     | 009.70（4人）   | 03着 | R1:33.7（34.6）     | -0.2  | 0松山弘平     | 55        | ドウデュース           | 458         |
| 2022.02.13 | 東京   | 共同通信杯      | GIII   | 芝1800m（稍） | 11    | 8     | 11    | 005.30（4人）   | 07着 | R1:48.8（34.3）     | -0.9  | 0川田将雅     | 56        | ダノンベルーガ         | 458         |
| 0000.04.16 | 阪神   | アーリントンC   | GIII   | 芝1600m（良） | 18    | 5     | 10    | 002.50（1人）   | 01着 | R1:32.7（33.6）     | -0.1  | 0川田将雅     | 56        | （タイセイディバイン） | 458         |
| 0000.05.08 | 東京   | NHKマイルC      | GI     | 芝1600m（良） | 18    | 8     | 18    | 007.10（4人）   | 01着 | R1:32.3（34.3）     | -0.0  | 0川田将雅     | 57        | （マテンロウオリオン） | 460         |
| 0000.10.22 | 東京   | 富士S           | GII    | 芝1600m（良） | 15    | 7     | 14    | 003.60（2人）   | 03着 | R1:32.1（33.6）     | -0.1  | 0川田将雅     | 56        | セリフォス             | 462         |
| 0000.11.20 | 阪神   | マイルCS        | GI     | 芝1600m（良） | 17    | 8     | 15    | 007.30（4人）   | 11着 | R1:33.3（34.2）     | -0.8  | 0川田将雅     | 56        | セリフォス             | 460         |
| 0000.12.11 | 沙田   | 香港マイル      | G1     | 芝1600m（Gd） | 9     | 6     | 10    | 013.00（3人）   | 06着 | R1:34.76（34.85）   | -1.35 | 0W.ビュイック | 56.5      | California Spangle     | 458         |
| 2023.05.13 | 東京   | 京王杯SC        | GII    | 芝1400m（良） | 18    | 1     | 1     | 003.60（1人）   | 11着 | R1:20.8（33.5）     | -0.5  | 0川田将雅     | 58        | レッドモンレーヴ       | 464         |
| 0000.06.04 | 東京   | 安田記念        | GI     | 芝1600m（良） | 18    | 3     | 6     | 067.1（14人）   | 13着 | R1.32.4（34.3）     | -1.0  | 0M.デムーロ   | 58        | ソングライン           | 466         |
| 0000.07.23 | 中京   | 中京記念        | GIII   | 芝1600m（良） | 16    | 6     | 12    | 009.10（4人）   | 12着 | R1:34.2（35.4）     | -1.2  | 0横山和生     | 59        | セルバーグ             | 460         |
| 0000.11.19 | 京都   | マイルCS        | GI     | 芝1600m（良） | 16    | 2     | 3     | 191.8（15人）   | 13着 | R1:34.0（35.4）     | -1.5  | 0団野大成     | 58        | ナミュール             | 462         |
| 0000.12.23 | 阪神   | 阪神C           | GII    | 芝1400m（良） | 17    | 1     | 1     | 081.1（12人）   | 13着 | R1:20.0（35.2）     | -0.7  | 0団野大成     | 58        | ウインマーベル         | 462         |
| 2024.05.11 | 東京   | 京王杯SC        | GII    | 芝1400m（良） | 15    | 5     | 9     | 018.60（6人）   | 04着 | R1:20.2（33.1）     | -0.5  | 0戸崎圭太     | 58        | ウインマーベル         | 464         |
| 0000.06.02 | 東京   | 安田記念        | GI     | 芝1600m（稍） | 18    | 8     | 18    | 036.9（11人）   | 15着 | R1:33.6（34.4）     | -1.3  | 0戸崎圭太     | 58        | ロマンチックウォリアー | 470         |
| 0000.09.08 | 中京   | セントウルS     | GII    | 芝1200m（良） | 18    | 7     | 14    | 009.00（5人）   | 12着 | R1:08.3（33.1）     | -0.6  | 0戸崎圭太     | 58        | トウシンマカオ         | 478         |
| 0000.09.29 | 中山   | スプリンターズS | GI     | 芝1200m（良） | 16    | 6     | 11    | 158.7（16人）   | 15着 | R1:07.8（33.5）     | -0.8  | 0戸崎圭太     | 58        | ルガル                 | 472         |
| 0000.10.26 | 京都   | スワンS         | GII    | 芝1400m（良） | 17    | 6     | 12    | 031.6（11人）   | 09着 | R1:20.9（34.7）     | -0.4  | 0A.シュタルケ | 58        | ダノンマッキンリー     | 464         |
| 0000.12.21 | 京都   | 阪神C           | GII    | 芝1400m（良） | 18    | 1     | 2     | 120.4（14人）   | 10着 | R1:20.6（33.9）     | -0.5  | 0団野大成     | 58        | ナムラクレア           | 468         |
| 2025.02.22 | 京都   | 阪急杯          | GIII   | 芝1400m（良） | 18    | 7     | 15    | 058.0（13人）   | 08着 | R1:22.1（34.2）     | -0.4  | 0和田竜二     | 58        | カンチェンジュンガ     | 466         |
| 0000.03.30 | 中山   | マーチS         | GIII   | ダ1800m（稍） | 15    | 6     | 11    | 072.9（13人）   | 08着 | R1:52.4（38.8）     | -0.9  | 0大野拓弥     | 59        | ブライアンセンス       | 462         |
| 0000.04.16 | 大井   | 東京スプリント  | JpnIII | ダ1200m（稍） | 15    | 5     | 9     | 020.30（6人）   | 06着 | R1:11.6（36.4）     | -0.3  | 0笹川翼       | 58        | エートラックス         | 461         |
| 0000.07.27 | 中京   | 東海S           | GIII   | ダ1400m（良） | 16    | 3     | 6     | 056.0（12人）   | 09着 | R1:24.0（36.2）     | -1.8  | 0幸英明       | 59        | ヤマニンウルス         | 468         |
| 0000.08.11 | 盛岡   | クラスターC     | JpnIII | ダ1200m（稍） | 14    | 6     | 9     | 015.70（4人）   | 05着 | R1:10.6（35.1）     | -1.4  | 0山本聡哉     | 59        | サンライズアムール     | 472         |

- 海外の競走の「枠番」欄にはゲート番を記載
- 香港のオッズ・人気は香港ジョッキークラブのもの
- 競走成績は2025年8月11日現在

## 血統表
| ダノンスコーピオンの血統    | ダノンスコーピオンの血統         | ダノンスコーピオンの血統 | （血統表の出典）    | （血統表の出典）  |
| 父系                        | キングマンボ系                   | キングマンボ系           | キングマンボ系      | [ § 2 ]           |
| 父 ロードカナロア 鹿毛 2008 | 父の父キングカメハメハ 鹿毛 2001 | Kingmambo                | Mr.Prospector       | Mr.Prospector     |
| 父 ロードカナロア 鹿毛 2008 | 父の父キングカメハメハ 鹿毛 2001 | Kingmambo                | Miesque             |                   |
| 父 ロードカナロア 鹿毛 2008 | 父の父キングカメハメハ 鹿毛 2001 | *マンファス              | *ラストタイクーン   | *ラストタイクーン |
| 父 ロードカナロア 鹿毛 2008 | 父の父キングカメハメハ 鹿毛 2001 | *マンファス              | Pilot Bird          |                   |
| 父 ロードカナロア 鹿毛 2008 | 父の母レディブラッサム 鹿毛 1996 | Storm Cat                | Storm Bird          | Storm Bird        |
| 父 ロードカナロア 鹿毛 2008 | 父の母レディブラッサム 鹿毛 1996 | Storm Cat                | Terlingua           |                   |
| 父 ロードカナロア 鹿毛 2008 | 父の母レディブラッサム 鹿毛 1996 | *サラトガデュー          | Cormorant           | Cormorant         |
| 父 ロードカナロア 鹿毛 2008 | 父の母レディブラッサム 鹿毛 1996 | *サラトガデュー          | Super Luna          |                   |
| 母 *レキシールー 鹿毛 2011  | 母の父Sligo Bay 鹿毛 1998        | Sadler's Wells           | Northern Dancer     | Northern Dancer   |
| 母 *レキシールー 鹿毛 2011  | 母の父Sligo Bay 鹿毛 1998        | Sadler's Wells           | Faily Bridge        |                   |
| 母 *レキシールー 鹿毛 2011  | 母の父Sligo Bay 鹿毛 1998        | Angelic Song             | Halo                | Halo              |
| 母 *レキシールー 鹿毛 2011  | 母の父Sligo Bay 鹿毛 1998        | Angelic Song             | Ballade             |                   |
| 母 *レキシールー 鹿毛 2011  | 母の母Oneexcessivenite 鹿毛 2000 | In Excess                | Siberian Express    | Siberian Express  |
| 母 *レキシールー 鹿毛 2011  | 母の母Oneexcessivenite 鹿毛 2000 | In Excess                | Kantado             |                   |
| 母 *レキシールー 鹿毛 2011  | 母の母Oneexcessivenite 鹿毛 2000 | Favored One              | Son of Briartic     | Son of Briartic   |
| 母 *レキシールー 鹿毛 2011  | 母の母Oneexcessivenite 鹿毛 2000 | Favored One              | Highly Favored      |                   |
| 母系(F-No.)                 | (FN:9-f)                         | (FN:9-f)                 | (FN:9-f)            | [ § 3 ]           |
| 5代内の近親交配             | Northern Dancer 5×4              | Northern Dancer 5×4      | Northern Dancer 5×4 | [ § 4 ]           |
| 出典                        | 1. 2. 3. 4.                      | 1. 2. 3. 4.              | 1. 2. 3. 4.         | 1. 2. 3. 4.       |

- 母レキシールーはカナダの競走馬で、重賞3勝を挙げたほか、2014年にはソヴリン賞（カナダ年度代表馬）を受賞している。
- 牝系は名門のアフェクション系に属し、同系統からはアパパネ、トゥザヴィクトリー、アユサンなどが出ている。